# Whoops! There Goes the Neighbourhood
Whoops! There Goes the Neighbourhood è il quarto album del gruppo pop rock / new wave britannico dei Blow Monkeys, in cui la band continua a mettere a punto la lenta, ma costante svolta dance, che potrà dirsi compiuta con l'uscita del successivo long playing, Springtime for the World, il loro quinto ed ultimo lavoro, prima del momentaneo scioglimento, avvenuto l'anno dopo, nel 1990.

## La svolta dance
Pubblicato nel 1989, il quarto 33 giri segue She Was Only a Grocer's Daughter, grande successo discografico, dato alle stampe due anni prima, nel 1987, unico LP di inediti di studio della band ad essere entrato in classifica. Come accennato, l'album rappresenta un ulteriore passo verso l'inserimento di cellule ritmiche e un sound più spiccatamente dance, iniziato con il terzo lavoro del 1987, soprattutto nella mega-hit funky It Doesn't Have to Be This Way, la quale, raggiungendo il Numero 5, costituisce il loro singolo piazzatosi più in alto nella hit parade britannica.

## I singoli
Il primo estratto, "This Is Your Life '88", pur non discostandosi ancora dalle tipiche sonorità pop rock / new wave che caratterizzano il secondo periodo del gruppo scozzese, quello in cui i quattro arrivano al grande successo internazionale, non va oltre un più che deludente Numero 70. All'inizio dell'anno successivo, a conclusione del periodo promozionale del 33 giri, viene però realizzato un remix della canzone, la quale, trasformata in un episodio dance propriamente detto ed estratta come quarto ed ultimo singolo, raggiunge stavolta il Numero 32 in Gran Bretagna. Dopo l'inaspettato flop del secondo 45 giri (fino ad allora, soltanto il quarto singolo del secondo album, Don't Be Scared of Me da Animal Magic, non era riuscito a piazzarsi nelle charts - esclusi, ovviamente, i quattro singoli tratti dal primo LP, Limping for a Generation), It Pays to Belong, che non entra neanche tra i primi 75, a causa dei suoi chiari orientamenti politici (il testo segue la consolidata tradizione del leader Dr. Robert di criticare la realtà politica inglese), l'album trova un'altra mega-hit in Wait, un pezzo dei Blow Monkeys a tutti gli effetti (vedi «Collegamenti esterni»), ma di fatto accreditato soltanto al cantante (col suo nome di battesimo, Dr. Robert) e alla diva del soul e della house di Chicago, Kym Mazelle: il duetto sale in classifica fino al Numero 7, diventando così il secondo singolo più di successo della band, dopo la citata It Doesn't Have to Be This Way (arrivata due posizioni più in alto, nel mese di gennaio del 1987).

## Il disco
Il long playing, con le sue 10 tracce nell'edizione in vinile (la cassetta ne contiene invece 12), può essere idealmente diviso in due parti, che corrispondono, in linea di massima, alle due facciate: la prima (che si estende fino alle prime due tracce del Lato 2) presenta brani che rientrano nel più tradizionale genere pop rock, di una durata approssimativamente compresa tra i 3 e i 5 minuti; la seconda comprende invece canzoni maggiormente orientate verso la new wave degli inizi, molto più lunghe nella durata (tra i 6 e gli 8 minuti) e molto più cupe nelle atmosfere. In perfetto accordo con l'abitudine del gruppo di descrivere la vita sociale della propria patria, gran parte dei testi trattano argomenti impegnati, anche se non c'è qui un unico tema conduttore, un Leitmotiv che unifichi il tutto, come nel disco precedente, un vero e proprio concept album contro la politica di destra della «Lady di ferro» di Margaret Thatcher.

## Le bonus tracks
L'edizione in compact disc, con 13 pezzi, include anche tre bonus tracks (due delle quali anche nell'MC), contenendo entrambe le versioni di This Is Your Life, il suo lato B, un pezzo alquanto estraniato, quasi stonato, a dispetto del titolo apparentemente romantico The Love of Which I Dare Not Speak ("l'amore di cui non oso parlare"), e un «extended mix» della traccia, già inserita nell'album, intitolata Squaresville, brano dance piuttosto spigoloso (non a caso, il titolo comprende la parola «squares», "quadrati"), soprattutto nel lungo, elaborato remix, una delle canzoni più riuscite del lavoro, esclusi i quattro estratti, accanto a No Woman Is an Island. L'extended di Squaresville e la prima versione di This Is Your Life compaiono anche nell'edizione in cassetta.

## Citazioni
Il libretto, come di consueto, evidenzia le varie tendenze religiose di Dr. Robert, il quale ringrazia, nella stessa frase, sia Budda che Dio, rivolgendo loro l'invito "Venite giù! Scendete tra noi" («Come on down», dal titolo della traccia 7) e, soprattutto, sottolinea l'orientamento politico del lavoro, presentando sia una citazione da Wilhelm Reich, che recita così:
("Se le energie psichiche della massa media di persone che guardano una partita di calcio o una commedia musicale potessero essere razionalmente canalizzate in un Movimento per la Libertà, il genere umano sarebbe invincibile".)
e garantendo, inoltre, ai fans e agli acquirenti in generale, che:
(I Blow Monkeys nel libretto dell'album del 1988, Whoops! There Goes the Neighbourhood)

## Tracce
Parole e musica: Dr. Robert
1. This Is Your Life - 4:37
2. Wait - 3:08 (accreditata a Robert Howard & Kym Mazelle)
3. No Woman Is an Island - 4:19
4. It Pays to Belong - 5:35
5. Mercy, Pity, Peace and Love - 3:45
6. Squaresville - 4:22
7. Come On Down - 5:02
8. Sweet Talking Rapist at Home - 7:38
9. Bombed into the Stoneage - 6:01
10. Let's Emigrate - 8:28
11. The Love of Which I Dare Not Speak - 3:59 (soltanto su CD e Lato B di This Is Your Life '88)
12. This Is Your Life '88 - 5:11 (soltanto su CD/MC)
13. Squaresville Longer - 8:02 (soltanto su CD/MC)

## Singoli estratti dall'album
- 1988 - This is Your Life (UK: Numero 70)
- 1988 - It Pays to Belong
- 1989 - Wait (UK: Numero 7)
- 1989 - This is Your Life Remix (UK: Numero 32)

## Credits

### Formazione
- Dr Roberts: testi e musica; voce e chitarre; co-composizione di tutte le parti di archi e ottoni
- Neville Henry: sassofoni
- Mick Anker: basso
- Tony Kiley: batteria e batteria elettronica

### Musicisti
- Kym Mazelle: voce femminile solista traccia 2
- Marius De Vries: tastiere, programmazione computer, co-composizione e scoring di tutte le parti di archi e ottoni
- Brian Bethell: chitarra supplementare
- Steve Sydelnik: percussioni
- The Kick Horns: ottoni

### Produzione
- Dr Robert: produzione tracce 1 & 2
- Stephen Hague: produzione tracce 4, 6, 12 & 13
- Leon F Sylvers III per la Studio 56 Productions: produzione tracce 3, 5, 7 & 8
- Julian Mendelsohn: produzione tracce 9 & 10
- The Blow Monkeys & Marius De Vries: produzione traccia 11

### Staff
- Alistair Thain: fotografia
- Barnaby's Photo Library: foto extra
- Michael Nash Associates: design

## Dettagli pubblicazione
| Paese | Data | Etichetta      | Formato | N° Catalogo |
| UK    | 1988 | RCA/BMG/Ariola | CD      | PD 71858    |
|       |      |                | MC      | PK 71858    |
|       |      |                | LP      | PL 71858    |